# (22522) 1998 EF6
1998 إي أف 6 (ويعرف أيضًا باسم (22522) 1998 إي أف 6 وفق تسمية الكوكب الصغير) (بالإنجليزية: 1998 EF6)‏ هو كويكب ضمن حزام الكويكبات؛ وترتيبه 22522 من حيث الاكتشاف.
اكتُشف هذا الجُرم الفلكي بواسطة تاكيشي أوراتا ‏ في 2 مارس 1998.

## وصلات خارجية
- (22522) 1998 EF6 في قاعدة بيانات مختبر الدفع النفاث لأجرام النظام الشمسي الصغيرة

- الاكتشاف · مخطط المدار ·  العناصر المدارية · المعلمات المادية

- (22522) 1998 EF6 على موقع ويكي سكاي: DSS2, SDSS, GALEX, IRAS, Hydrogen α, X-Ray, Astrophoto, Sky Map, Articles and images